# Uncastillo

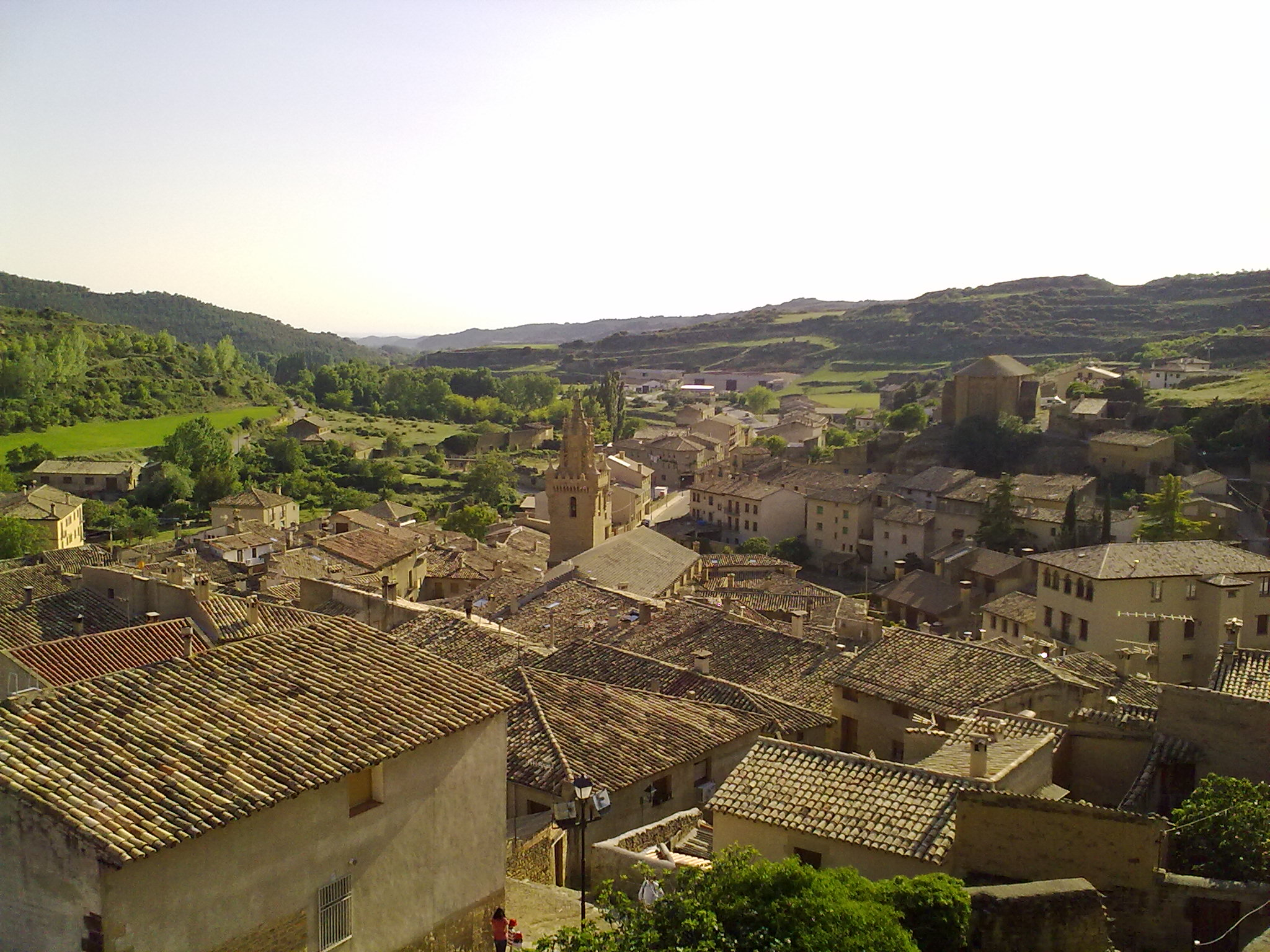
Landschaft bei Uncastillo

Uncastillo ist ein nordspanischer Ort und eine Gemeinde mit 615 Einwohnern (Stand: 2024) in der Provinz Saragossa in der Autonomen Gemeinschaft Aragonien. Die historische Altstadt wurde als Kulturgut (Bien de Interés Cultural) in der Kategorie Conjunto histórico-artístico anerkannt. Er ist einer der fünf namensgebenden Orte der Comarca Cinco Villas.

## Lage und Klima
Der Bergort Uncastillo liegt am Río Riguel im südlichen Pyrenäenvorland im Getreideanbaugebiet der Comarca Cinco Villas in einer Höhe von ca. 600 m. Weiter nördlich erreichen die Gipfel der Sierra de Santo Domingo Höhen von über 1100 m. Nach Huesca sind es ca. 90 km (Fahrtstrecke); die Provinzhauptstadt Saragossa liegt gut 100 km südlich. Das Klima ist gemäßigt bis mild; Regen (ca. 630 mm/Jahr) fällt überwiegend im Winterhalbjahr.

## Bevölkerungsentwicklung
| Jahr      | 1842 | 1900 | 1950 | 2000 | 2021 |
| Einwohner | 1805 | 2732 | 2834 | 889  | 634  |

Die gesamte Region (auch Serranía Celtibérica genannt) erlebte in der zweiten Hälfte des 20. Jahrhunderts und danach einen deutlichen Bevölkerungsschwund.

## Wirtschaft
Die Wirtschaft von Uncastillo basiert hauptsächlich auf Ackerbau und Viehzucht (hauptsächlich Schafe). Neben der Verarbeitung landwirtschaftlicher Produkte ist auch der Tourismus von Bedeutung.

## Geschichte
In vorgeschichtlicher Zeit war die Gegend von den Suessetanern besiedelt; später wurde sie von den Römern eingenommen, die ca. 14 km südwestlich des heutigen Ortes eine Siedlung mit Aquädukt und Thermen gründeten. Im frühen 10. Jahrhundert wurde der zwischenzeitlich von den Mauren eroberte Ort von Sancho I. von Navarra eingenommen, der hier eine erste Burg (castillo) erbauen ließ. Unter Ramiro I. kam Uncastillo zum Königreich Aragón. Wie mehrere romanische Kirchen bezeugen, erlebte der Ort im 12. und 13. Jahrhundert eine Blütezeit.

## Sehenswürdigkeiten
- Romanische Pfarrkirche San Martín[5] – heute das Museum für sakrale Kunst des Pyrenäenvorlandes
- Romanische Pfarrkirche Santa María la Mayor[6]
- Romanische Kirche San Juan mit Wandmalereien[7]
- Kirche San Andrés
- Romanische Kirche San Felices
- Überreste der romanischen Templerkirche San Lorenzo mit angrenzendem mittelalterlichen Eiskeller
- Burg (Castillo de la Peña de Ayllón), erbaut im 11.–13. Jh.[8]
- „Gotischer Palast“ von Peter IV., erbaut im 14. Jh.[9]
- Synagoge in der Judería
- Börse (lonja), gegründet im 13. Jh. als Hospital[10]
- Rathaus (Casa consistorial)

Umgebung
- Reste der Thermen und  eines römischen Aquädukts[11]
- Castello de Sibirana in der Sierra de Santo Domingo

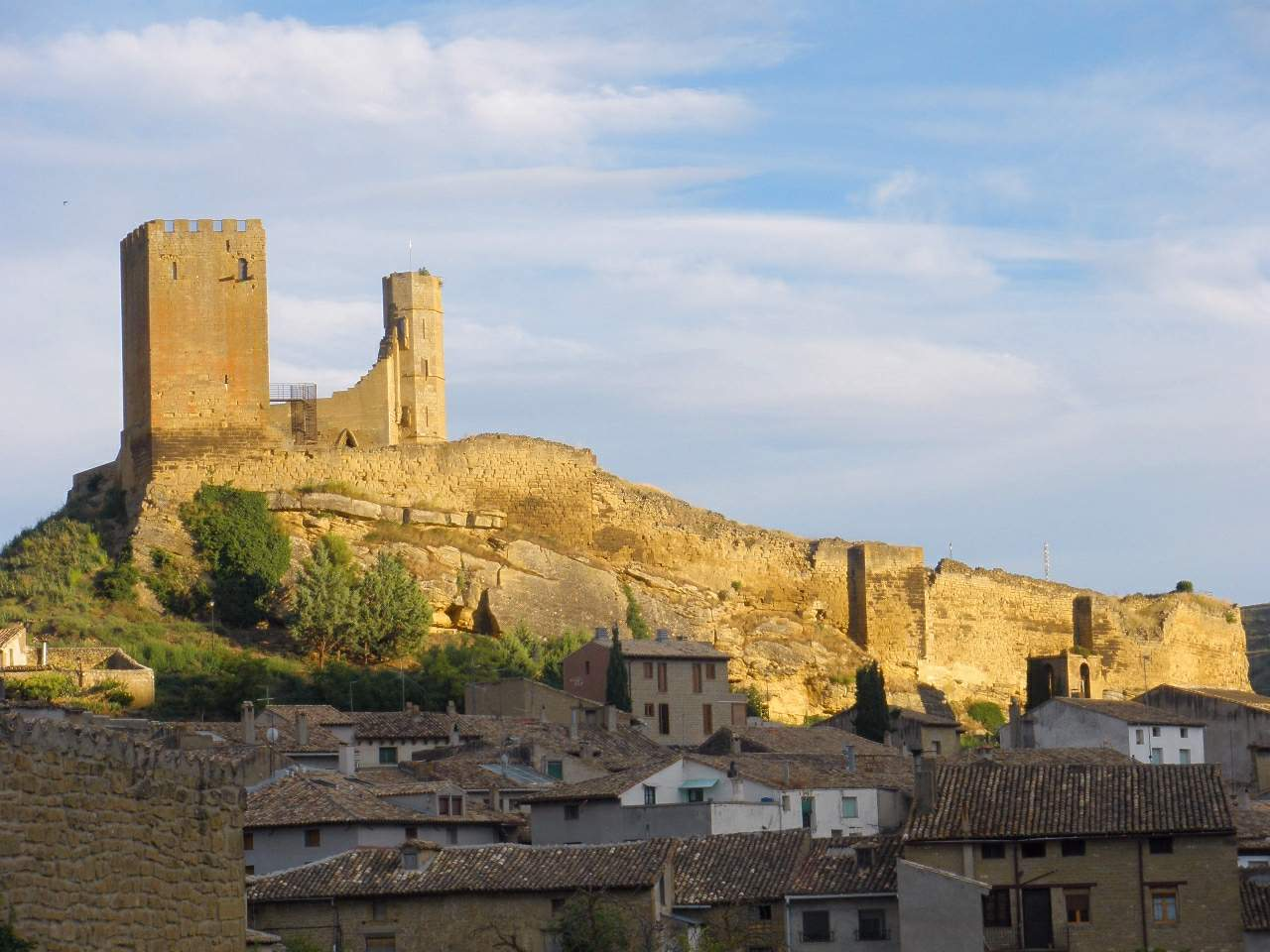
Burgruine
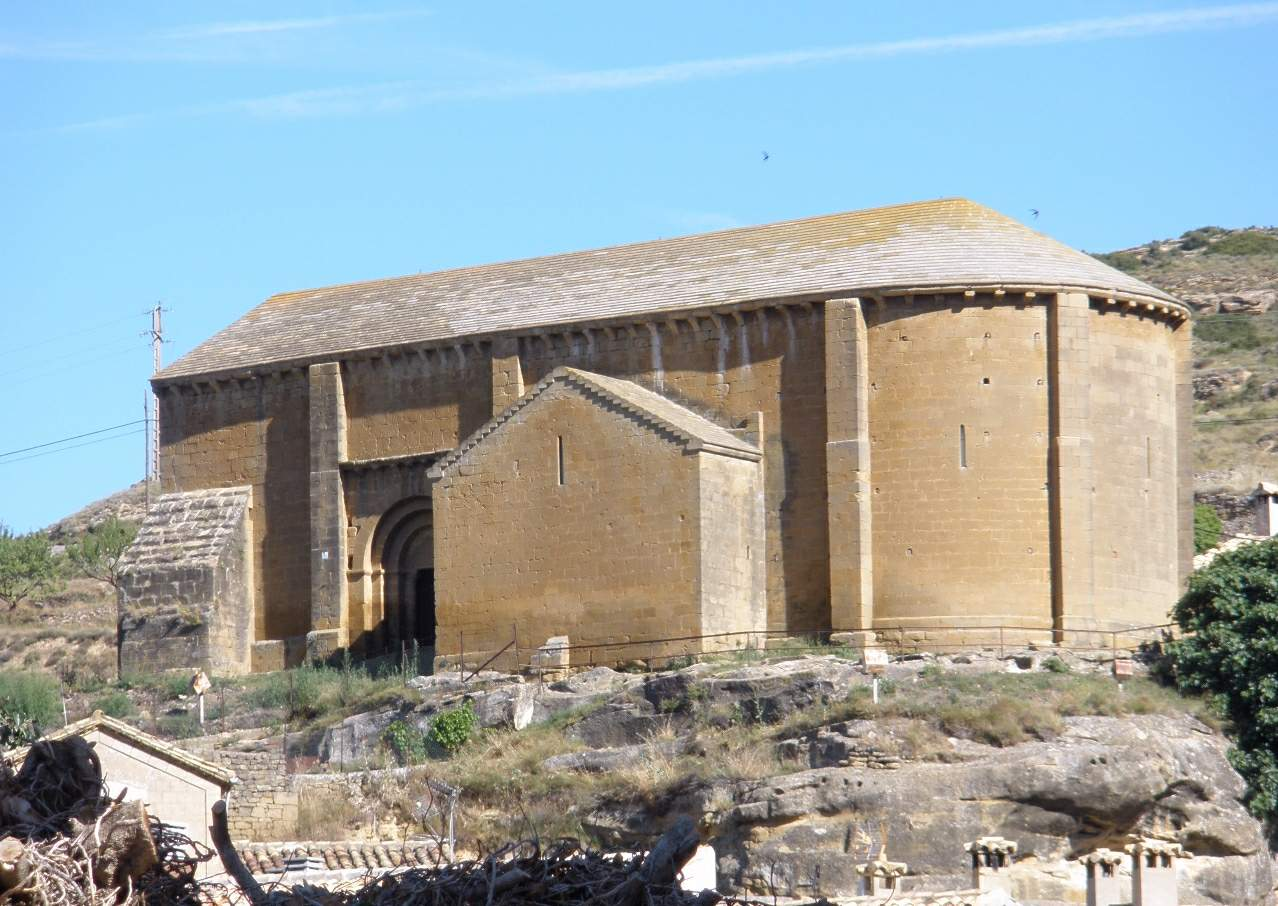
Kirche San Juan
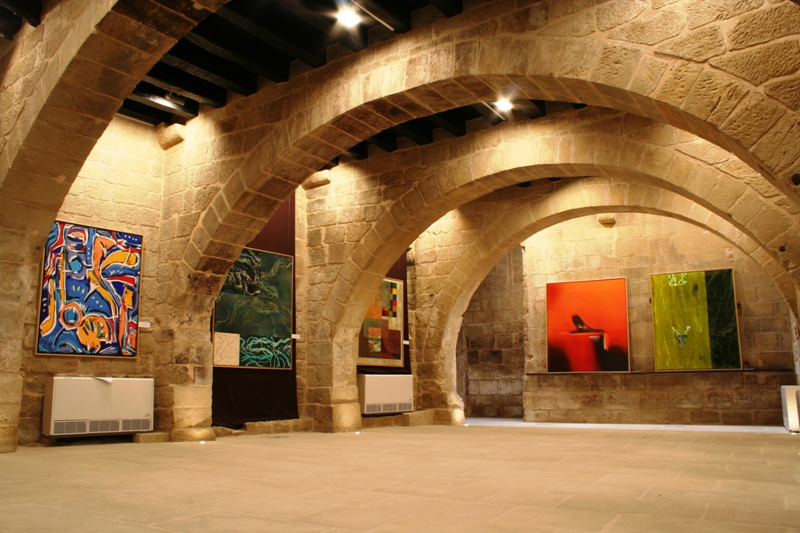
Ehemalige Börse (lonja)
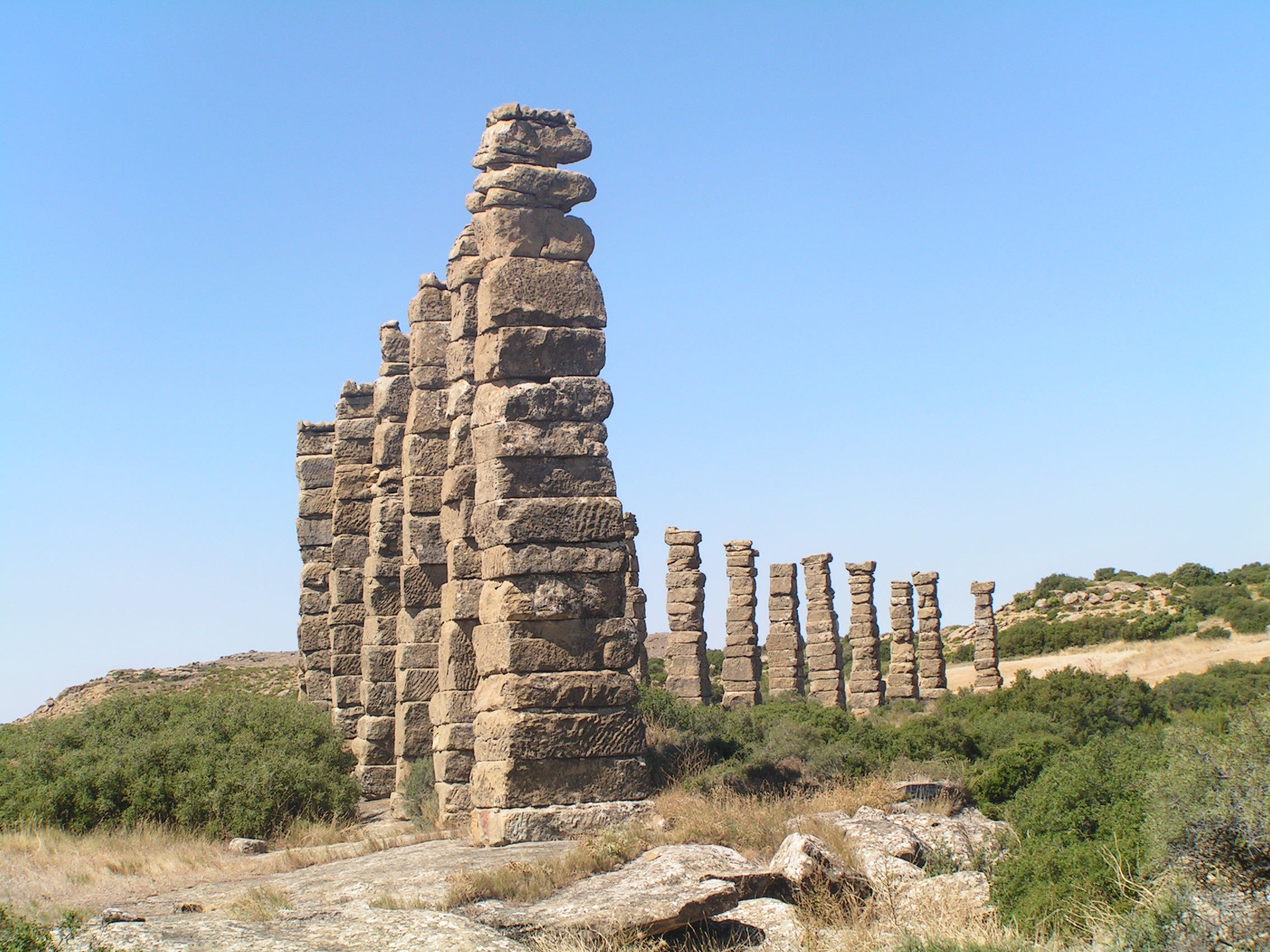
Reste des römischen Aquädukts

## Städtepartnerschaften
Frankreich: Morlaàs in Aquitanien